# キンギセップ地区
キンギセップ地区(ロシア語: Кингисеппский район)とは、ロシア連邦レニングラード州を構成する17の地区の一つ。面積は2,908 km2。地区の中心地はキンギセップ。人口は19,830人（2010）。

## 行政区画
- 町 (地区の管轄下):
  - イヴァンゴロド (Ивангород)
  - キンギセップ (Кингисепп)

その他、地区の管轄下に9の農村（volosts）。